# Macroptilium chacoensis
Macroptilium chacoensis là một loài thực vật có hoa trong họ Đậu. Loài này được (Hassl.) S.I. Drewes & R.A. Palacios miêu tả khoa học đầu tiên năm 1991.